# バカリズムのそこスルーする?
『バカリズムのそこスルーする?』は、フジテレビ系列で2018年から不定期放送されていたバラエティ番組。バカリズムの冠番組。

## 概要
「よ〜く考えてみると、何気なくスルーしちゃってませんか?」という当たり前のように教わったことや当たり前のように世の中に存在していることに対し、お笑い芸人としてのみならず、脚本家としても活躍しているバカリズムが自身の得意分野でもあるフリップ芸で、あえて“バカリズム的視点”で注目して疑ってみるバラエティ番組である。
第1回の放送では、ギャラクシー賞の4月度月間賞を受賞した。

## 出演者
MC
- バカリズム

進行
- 鈴木芳彦（フジテレビアナウンサー）

ゲスト
- 青山テルマ - 第1回
- 伊集院光 - 第1回・第2回
- 遠藤憲一 - 第1回
- 大林素子 - 第1回
- 高橋優 - 第2回
- 大地真央 - 第2回
- 斉藤由貴 - 第3回
- 関根勤 - 第3回
- ハマ・オカモト（OKAMOTO'S） - 第3回

VTR
- 二階堂ふみ - 第3回
- 亀梨和也（KAT-TUN） - 第3回
- 宍戸開 - 第3回
- 佐藤仁美 - 第3回
- 神保悟志 - 第3回

## 放送データ
| 回数  | 放送日                  | 放送時間（JST） | 備考                                                                         |
| ----- | ----------------------- | --------------- | ---------------------------------------------------------------------------- |
| 第1回 | 2018年4月4日（水曜日）  | 23:00 - 翌0:00  |                                                                              |
| 第2回 | 2018年8月31日（金曜日） | 23:00 - 翌0:10  |                                                                              |
| 第3回 | 2019年3月25日（月曜日） | 23:00 - 翌0:00  | 『フジテレビ開局60周年記念WEEK』の一環として、フジテレビ開局60周年SPを放送。 |

## スタッフ
第3回放送
- ナレーター：鈴木芳彦（フジテレビアナウンサー）
- 構成：田中直人、岡田幸生、安部裕之
- スルードラマ脚本(第3回)：関えり香
- 美術制作：三竹寛典
- デザイン：鈴木賢太
- アートディレクター：内山高太郎（第2回までアートコーディネーター）
- 大道具：藤沢和雄
- アクリル装飾：鈴木竜
- 電飾：白鳥雄一
- メイク：山田かつら
- TP：児玉洋
- SW：小川利行（第2回までCAM）
- CAM：新美高志（第3回）
- MIX：小清水健治
- VE：土井理沙
- LD：安藤雄郎（第3回）
- 音響効果：田中寿一（J-WORKS）
- CGデザイン：木本禎子、武井裕介
- 編集：横山勇介
- MA：阿部雄太
- 技術協力：ニユーテレス、fmt、IMAGICA、フジアール
- 制作協力：マセキ芸能社、ROFL（共に第3回）
- TK：江野澤郁子
- 広報：守田美穂
- デスク：高橋沙織（第3回）
- FD(第3回)：小林海斗
- ディレクター：林千恵子、青木孝之、須貝暢夫、小林剛、高橋立志（小林・高橋→第3回）
- プロデューサー：松本祐紀、松本明美、倉田敬之（松本祐・倉田→第3回）
- 演出：竹内誠
- チーフプロデューサー：中嶋優一
- 制作：フジテレビ編成局制作センター第二制作室
- 制作著作：フジテレビ

### 過去のスタッフ
- SW：伊郷憲二（第2回まで）
- VE：山下悠介（第1回）
- LD：堀田耕二（第1回）、津俣久夕（第2回）
- 制作協力：ブレス浜松（第1回）、ゴルフダイジェスト社、JCSS（共に第2回）
- 広報：高橋慶哉（第1回）
- デスク：小島綾子（第1回）、市川亜季（第2回）
- ディレクター：宮川直樹（第1回）
- プロデューサー：西村宗範（第2回まで）